# White Sands (film)
White Sands is een Amerikaanse misdaadfilm uit 1992 van Roger Donaldson met in de hoofdrollen onder meer Willem Dafoe, Mary Elizabeth Mastrantonio en Mickey Rourke.
De titel verwijst naar het witte zand (eigenlijk gips) van een woestijngebied in New Mexico. (Zie onder meer White Sands National Monument.)

## Verhaal
In de White Sands-woestijn worden een lijk en 500.000 dollar gevonden. De lijkschouwer is niet gemotiveerd om de zaak uit te zoeken, maar dat geldt niet voor assistent-sheriff Ray Dolezal (Willem Dafoe), die genoeg heeft van zijn saaie leven als politieman in een stadje waar nooit iets gebeurt en als huisvader. In de maag van de dode, ene Spenser, wordt een papiertje met een telefoonnummer gevonden. Dolezal besluit zich voor te doen als Spenser en komt terecht in een geval van illegale wapenhandel waarin zowel de CIA als de FBI een dubieuze rol spelen.

## Rolverdeling
| Acteur                      | Personage     | Opmerkingen                     |
| --------------------------- | ------------- | ------------------------------- |
| Willem Dafoe                | Ray Dolezal   | assistent-sheriff in New Mexico |
| Mickey Rourke               | Gorman Lennox | medewerker CIA                  |
| Mary Elizabeth Mastrantonio | Lane Bodine   | financier                       |
| Samuel L. Jackson           | Greg Meeker   | FBI-agent                       |
| James Rebhorn               | Flynn         | FBI-agent                       |
| Maura Tierney               | Noreen        | Spensers minnares               |
| M. Emmet Walsh              | Bert Gibson   |                                 |
| Beth Grant                  | Roz Kincaid   |                                 |
| Miguel Sandoval             | Ruiz          | FBI-agent                       |
| John Lafayette              | Demott        | FBI-agent                       |
| Mimi Rogers                 | Molly Dolezal | Rays vrouw                      |